# Boisson noire

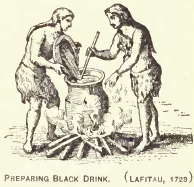
Gravure représentant la préparation de la boisson noire en 1723

La boisson noire (boisson rituelle des Cherokees : ᎬᏁᎦ ᎠᏓᏔᏍᏘ ou boisson récréative des Cherokees : ᎠᏏ) est le nom donné par les colons au breuvage rituel nommé vsse, en creek, ou asi, brassé par les peuples premiers du sud-est des États-Unis. Il est préparé avec des feuilles et tiges grillées du yaupon (ilex vomitoria), que l'on trouve sur les côtes de l'Atlantique et du Golfe du Mexique. 
Avant le XIXe siècle, cette boisson était consommée lors des délibérations des conseils villageois et autres conseils importants. Les Cherokees, Creeks, Choctaws et d'autres pensaient qu'elle purifiait et purgeait le buveur de la colère et du mensonge. La boisson noire était préparée par les chamanes et servie dans une grande coupe commune, souvent faite d'un coquillage du genre Buccinum. Les membres du conseil étaient servis par ordre de préséance, en commençant par les hôtes importants. Ils la consommaient, assis, en grande quantité, puis se purgeaient par vomissements. Des archéologues ont démontré que les indigènes d'Amérique faisaient déjà usage de la boisson noire au cours de l'Antiquité.
Le principe actif de cette boisson est la caféine : elle fut souvent utilisée par les colons comme substitut au thé ou au café sous l'appellation de cassine ou cassina.

## Sources
- François-René de Chateaubriand, Voyages en Amérique, en France, et en Italie, Paris, A. Dupont, 1828 (OCLC 2864232)
- (en) Charles M. Hudson, Black drink : a native American tea, University of Georgia Press, 1979, 175 p. (ISBN 0-8203-0462-X)